# WWF-Ökoregion
Die WWF-Ökoregionen wurden im Jahr 2001 durch die Sektion USA der Umweltstiftung WWF als Modell weltweiter Ökoregionen aus Naturschutzsicht veröffentlicht. 2004 erschien eine überarbeitete Version.
Die WWF Klassifikation definiert eine Ökoregion als „relativ großen Bereich der Erdoberfläche, der nach der potenziellen Zusammensetzung der Arten, der Lebensgemeinschaften und der Umweltbedingungen vor großen Landnutzungsänderungen geographisch abgegrenzt werden kann“. Wie bei allen biogeographischen Modellen erfolgt auch hier eine künstliche Grenzziehung, da die Übergänge zwischen den Regionen in Wirklichkeit mehr oder weniger fließend sind.
Im Gegensatz zum klassischen Ökoregion-Begriff, der ausschließlich durch die Gestalt seiner Pflanzenformationen abgegrenzt wird (und damit weitgehend synonym zum Biom-Begriff ist), beruht das WWF-Modell auf einer Kombination verschiedener biogeographischer Konzepte.

## Herleitung
Eine wesentliche Arbeitsgrundlage für das WWF-Modell waren die 1975 von Miklos Udvardy für die IUCN und 1979 von Evelyn Crystal Pielou entwickelten Systeme biogeographischer Regionen, deren Grenzziehung bereits für die Belange globaler Naturschutzplanungen angelegt waren. Ebenfalls herangezogen wurden die Modelle von Eric Dinerstein u. a. (1995) und Taylor Ricketts u. a. Die vorgenannten Autoren bezogen sich bereits auf eine Kombination aus der Gestalt der (ursprünglich vorhandenen) Vegetationsformen und der bestimmten Artenzusammensetzung der Floren- und Faunenreiche.
In einem zehnjährigen Prozess unter Hinzuziehung von hunderten verschiedener Experten entstand so ein beispielhaftes System aus 825 Land-Ökoregionen (terrestrisch), die 14 „Major habitat types“ (formativen Haupt-Biomen) und sieben biogeographischen Reichen untergliedert werden. Ebenfalls neu ist die Festlegung von weiteren 426 Süßwasser-Ökoregionen und 232 Meeres-Ökoregionen.

## Ziele
Die WWF Ökoregionen wurden entwickelt, um biologische Analysen (insbesondere zur Artenvielfalt und Biodiversität) konkreten und sinnvoll gewählten Gebieten zuordnen zu können. Sie sollen damit aus Naturschutzsicht vergleichbar gemacht werden: So lassen sich repräsentative Lebensräume festlegen, Schutzstrategien einfacher entwickeln und Missstände erkennen.
Von vornherein war daher auch die Einbeziehung des derzeitigen Zustandes (Status) aufgrund des anthropogenen Einflusses maßgeblich. Demnach repräsentiert eine weitgehend unbeeinflusste Ökoregion die ursprünglichen Ökosysteme. In den Gebieten mit unterschiedlich stark ausgeprägter Hemerobie (Abweichung durch Kultivierung) entspricht die Beschreibung der Ökoregion dem idealen Leitbild für den Naturschutz.
Diese Leitbilder enthalten folgende Kriterien:
- Artenreichtum
- endemische Arten
- einzigartige Gattungen, Familien, Reliktarten, seltene Biotoptypen und Ähnliches
- außerordentliche ökologische oder evolutionäre Phänomene (z. B. Moore, große Überwinterungsgebiete für viele Vogelarten u. Ä.)
- globale Seltenheit der wichtigsten Lebensraumtypen

## Die terrestrischen WWF-Ökoregionen

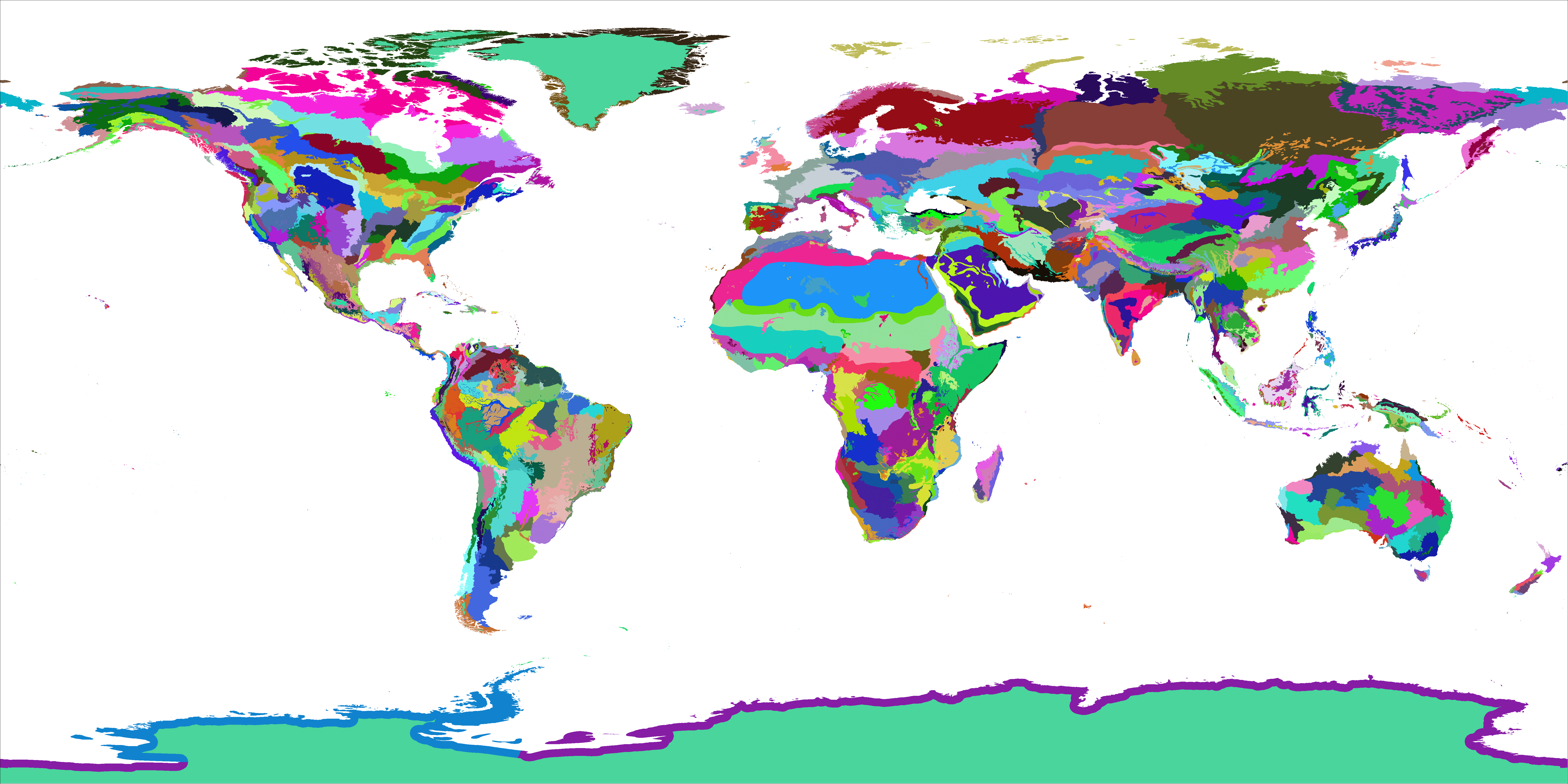
Die 825 terrestrischen Ökoregionen der Erde, die von der Umweltstiftung WWF-USA erarbeitet wurden.

- Erstes Sortierkriterium für die Ökoregionen sind die Haupt-Biome „Tundra“, „Taiga“, „Wüste“ usw., die z. T. nochmals über den Namen der Region untergliedert werden; z. B. „Polare Wüste“ als Unterpunkt der „Tundra“. (Die Haupt-Biome sind vergleichbar den Zonobiomen nach Walter & Breckle).

Die Bezeichnungen lehnen sich an die großen Vegetationszonen an. Dies mag verwirren, denn deren Grenzen werden von den WWF Ökoregionen aufgrund der vorgenannten, übergreifenden Betrachtungsweise häufig durchbrochen. Daher werden in der Tabelle häufig mehrere Vegetationstypen pro Region (in der Reihenfolge ihrer Bedeutung) aufgeführt. (Beispiel: „Grönlands hocharktische Tundra“ reicht trotz ihrer Zuordnung zur Tundra von der Zwergstrauchtundra bis in die fast vegetationsfreie Kältewüste. Die verschiedenen Vegetationstypen enthalten jedoch ein sehr ähnliches Artenspektrum, das im Süden sehr dicht und üppig gedeiht und im Norden der Region nur noch relikthaft und kümmerlich zu finden ist.)
- Zweites Sortierkriterium sind die Biogeographischen Reiche „Nearktische Region“, „Australasische Region“ usw. (ähnlich den Faunenreichen) in Verbindung mit den jeweiligen Kontinenten.
- Drittes Sortierkriterium ist die Lage der Ökoregionen, die hier (abweichend von der WWF-Sortierung) von Norden ausgehend „in Leserichtung“ von West nach Ost sortiert sind.

Die Bezeichnungen der Ökoregionen wurden z. T. frei übersetzt oder zur besseren Orientierung erweitert. Die Spalte „Weblinks“ zeigt einen Direktlink zu der entsprechenden Originalseite des WWF. Daneben steht ein Link zu einer genauen kartographischen Darstellung der Region, die zudem farblich abgesetzt die Gebiete zeigt, die noch weitgehenden Wildnischarakter nach der Studie Last of the wild aufweisen.

## Tundra

### Nearktische Region von Nordamerika
| Name der Ökoregion                                 | km²       | Vegetationstypen                            | Status | Weblinks |
| -------------------------------------------------- | --------- | ------------------------------------------- | ------ | -------- |
| 1. Hocharktische Tundra des kanadischen Archipels  | 463.600   | Kältewüste, Hochpolare Tundra               | intakt | WWF      |
| 2. Hocharktische Tundra Grönlands                  | 303.500   | Kältewüste, Niederpolare Tundra             | intakt | WWF      |
| 3. Arktische Küstentundra an der Beaufortsee       | 98.200    | Niederpolare Tundra                         | intakt | WWF      |
| 4. Mittelarktische Tundra Kanadas                  | 1.032.900 | Hoch- u. Niederpolare Tundra                | intakt | WWF      |
| 5. Tundra des Davis-Hochlands der Baffininsel      | 87.800    | Kältewüste, Hochpolare Tundra               | intakt | WWF      |
| 6. Zentrale Küstentundra der östlichen Baffininsel | 9.100     | Kältewüste                                  | intakt | WWF      |
| 7. Niederarktische Tundra Grönlands                | 170.900   | Niederpolare Tundra, Laubholz-Waldtundra    | intakt | WWF      |
| 8. Arktische Vorgebirgstundra Nordalaskas          | 129.000   | Niederpolare Tundra                         | intakt | WWF      |
| 9. Bergtundra der Brookskette Alaskas              | 159.500   | Bergtundra                                  | intakt | WWF      |
| 10. Niederarktische Tundra Kanadas                 | 796.400   | Bergtundra                                  | intakt | WWF      |
| 11. Bergtundren des inneren Yukons und Alaskas     | 232.600   | Bergtundra, Taiga                           | intakt | WWF      |
| 12. Flachlandtundra der Beringseeküste Alaskas     | 151.000   | Laubholz-Waldtundra, Niederpolare Tundra    | intakt | WWF      |
| 13. Hochlandtundra der Beringseeküste Alaskas      | 97.400    | Laubholz-Waldtundra, Bergtundra             | intakt | WWF      |
| 14. Bergtundra zw. Ogilvie u. Mackenzie-River      | 208.500   | Bergtundra, Nadelholz-Waldtundra            | intakt | WWF      |
| 15. Bergtundra der Eliaskette Alaskas              | 151.800   | Bergtundra, Nadelholz-Waldtundra, Taiga     | intakt | WWF      |
| 16. Bergtundren des pazifischen Küstengebirges     | 132.600   | Alpine Bergtundren, Taiga, Gebirgsnadelwald | intakt | WWF      |
| 17. Tundra der Alëuten                             | 5.400     | Laubholz-Waldtundra                         | intakt | WWF      |
| 18. Bergtundra der Torngatberge Labradors          | 32.400    | Niederpolare Tundra                         | intakt | WWF      |

### Paläarktische Region von Eurasien
| Name der Ökoregion                                | km²     | Vegetationstypen                                   | Status          | Weblinks |
| ------------------------------------------------- | ------- | -------------------------------------------------- | --------------- | -------- |
| 1. Polare Wüsten in der Barents- u. Karasee       | 161.400 | Kältewüste                                         | intakt          | WWF      |
| 2. Tundra der Taimyrhalbinsel u. Zentralsibiriens | 954.700 | Kältewüste, alle Tundratypen, Nadelholz-Waldtundra | gefährdet*↓     | WWF      |
| 3. Polare Wüste der Neusibirischen Inseln         | 36.800  | Kältewüste                                         | intakt          | WWF      |
| 4. Tundra Nordwestrusslands u. Süd-Nowaja Semljas | 284.100 | alle Tundratypen, Laubholz-Waldtundra              | gefährdet       | WWF      |
| 5. Tundra der Jamal- u. Gydan-Halbinseln          | 412.100 | Hoch- u. Niederpolare Tundra, Waldtundren          | gefährdet*↓     | WWF      |
| 6. Küstentundra Nordostsibiriens                  | 222.500 | Hoch- u. Niederpolare Tundra                       | intakt          | WWF      |
| 7. Polare Wüste der Wrangelinsel                  | 7.500   | Kältewüste                                         | intakt          | WWF      |
| 8. Bergtundren u. Fjällbirkenwald Skandinaviens   | 243.200 | Bergtundra, Laubholz-Waldtundra                    | gefährdet       | WWF      |
| 9. Tundra der Kolahalbinsel                       | 58.800  | Bergtundra, Laubholz-Waldtundra                    | stark gefährdet | WWF      |
| 10. Bergtundra der Tscherski- u. Kolymagebirge    | 556.600 | Bergtundra, Nadelholz-Waldtundra                   | intakt          | WWF      |
| 11. Tundra Tschukotkas                            | 298.400 | Bergtundra, Niederpolare Tundra                    | intakt          | WWF      |
| 12. Tundra an der Beringseeküste Sibiriens        | 474.200 | Niederpolare- und Berg-Tundra, Nadelwaldtundra     | intakt          | WWF      |
| 13. Tundra Dauriens                               | 217.600 | Alpine Bergtundren, Sommergrüne Taiga              | intakt          | WWF      |
| 14. Berg- u. Waldtundra Kamtschatkas              | 119.400 | Nadelholz-Waldtundra, Alpine Bergtundren           | intakt          | WWF      |

(*) Der WWF kommt für diese Region auf eine augenscheinlich ↓ schlechtere oder ↑ bessere Einschätzung als die Studien „Last of the wild“ oder „Intact forest landscapes“, die auf umfangreichen Datenerhebungen basieren (vergleiche kartografische Umsetzung im Artikel Wildnis)

### Australasische Region von Australien
| Name der Ökoregion                             | km²   | Vegetationstypen                         | Status | Weblinks |
| ---------------------------------------------- | ----- | ---------------------------------------- | ------ | -------- |
| 1. Tundrainseln im subantarktischen Südpazifik | 1.800 | Niederpolare Tundra, Gemäßigter Laubwald | intakt | WWF      |

### Antarktische Region
| Name der Ökoregion                                  | km²       | Vegetationstypen                    | Status          | Weblinks |
| --------------------------------------------------- | --------- | ----------------------------------- | --------------- | -------- |
| 1. Tundrainseln im subantarktischen Indischen Ozean | 8.300     | Subantarktische Wiesentundra        | stark gefährdet | WWF      |
| 2. Tundrainseln im subantarktischen Südatlantik     | 24.400    | Subantarktische Wiesentundra        | intakt          |          |
| 3. Küstentundra der Westantarktis                   | 1.146.600 | Kältewüste, Moos- u. Flechtentundra | intakt          | WWF      |
| 4. Polare Wüste der Ostantarktis                    | 2.115.500 | Kältewüste                          | intakt          | WWF      |

## Borealer Nadelwald / Taiga

### Nearktische Region von Nordamerika
| Name der Ökoregion                                   | km²     | Vegetationstypen                                  | Status          | Weblinks |
| ---------------------------------------------------- | ------- | ------------------------------------------------- | --------------- | -------- |
| 1. Tieflandtaiga des inneren Yukons und Alaskas      | 443.400 | Immergrüne Taiga, Nadelhz.-Waldtundra, Bergtundra | intakt          | WWF      |
| 2. Taiga der Nordwest-Territorien                    | 345.800 | Nadelhz.-Waldtundra, Immergrüne Taiga, Bergtundra | intakt          | WWF      |
| 3. Taiga des nördlichen kanadischen Schildes         | 613.800 | Nadelholz-Waldtundra, Niederpolare Tundra         | intakt          | WWF      |
| 4. Taiga zwischen Muskwa-Ranges u. Gr. Sklavensee    | 262.400 | Immergrüne Taiga, Nadelhz.-Waldtundra, Waldsteppe | intakt*↑        | WWF      |
| 5. Taiga des Cook Inlets                             | 27.700  | Nadelholz-Waldtundra, Alpine Bergtundren          | intakt          | WWF      |
| 6. Taiga des Copper Plateaus                         | 17.100  | Nadelhz.-Waldtundra, Immergrüne Taiga, Bergtundra | intakt          | WWF      |
| 7. Trockene Taiga des inneren Yukons                 | 62.400  | Immergrüne Taiga, Alpine Bergtundren              | gefährdet       | WWF      |
| 8. Taiga der nördlichen Kordilleren                  | 262.900 | Immergrüne Taiga, Alpine Bergtundren              | gefährdet*↓     | WWF      |
| 9. Kontinentale Taiga Kanadas                        | 367.800 | Immergrüne Taiga, Laub- und Nadelmischwald        | gefährdet       | WWF      |
| 10. Bergtaiga der Alaska-Halbinsel                   | 47.900  | Immergrüne Taiga, Bergtundra, Laubhz.-Waldtundra  | intakt*↑        | WWF      |
| 11. Taiga des kanadischen Schildes im Mittelwesten   | 546.000 | Immergrüne Taiga, Nadelholz-Waldtundra            | gefährdet       | WWF      |
| 12. Taiga der südlichen Hudson Bay                   | 373.700 | Nadelholz-Waldtundra, Niederpolare Tundra         | intakt          | WWF      |
| 13. Taiga des ostkanadischen Schildes                | 753.700 | Nadelholz-Waldtundra, Niederpolare Tundra         | intakt          | WWF      |
| 14. Taiga des zentralen kanadischen Schildes         | 461.800 | Immergrüne Taiga, Nadelholz-Waldtundra            | gefährdet*↑     | WWF      |
| 15. Taiga Ostkanadas                                 | 486.900 | Immergrüne Taiga, Nadelhz.-Waldtundra, Mischwald  | stark gefährdet | WWF      |
| 16. Hochlandtaiga Neufundlands                       | 16.300  | Nadelholz-Waldtundra, Immergrüne Taiga            | intakt          | WWF      |
| 17. Taiga-Moor der südlichen Halbinseln Neufundlands | 2.100   | Immergrüne Taiga                                  | intakt*↑        | WWF      |

(*) Der WWF kommt für diese Region auf eine augenscheinlich ↓ schlechtere oder ↑ bessere Einschätzung als die Studien „Last of the wild“ oder „Intact forest landscapes“, die auf umfangreichen Datenerhebungen basieren (vergleiche kartografische Umsetzung im Artikel Wildnis)

### Paläarktische Region von Eurasien
| Name der Ökoregion                                 | km²       | Vegetationstypen                                  | Status          | Weblinks |
| -------------------------------------------------- | --------- | ------------------------------------------------- | --------------- | -------- |
| 1. Boreale Birkenwaldtundra u. Bergtundra Islands  | 91.400    | Laubholz-Waldtundra, Niederpolare- u. Berg-Tundra | intakt*↑        | WWF      |
| 2. Taiga Nordeuropas von Norwegen bis Russland     | 2.156.900 | Immergrüne Taiga, Sommergrüne Auwälder            | stark gefährdet | WWF      |
| 3. Bergtaiga u. -tundra des Urals                  | 174.600   | Immergrüne Taiga, Alpine Bergtundren, Waldsteppe  | gefährdet       | WWF      |
| 4. Taiga Westsibiriens                             | 1.670.300 | Immergrüne- u. Sg. Taiga, Sommergrüne Auwälder    | intakt*↑        | WWF      |
| 5. Taiga Ostsibiriens                              | 3.899.700 | Sg.- u. Ig. Taiga, Nadel-Waldtundra, Sg. Auwälder | intakt*↑        | WWF      |
| 6. Taiga Nordost-Sibirens                          | 1.125.600 | Sommergrüne Taiga, Nadelholz-Waldtundra           | intakt*↑        | WWF      |
| 7. Taiga zwischen Baikalsee u. Mongolei            | 200.500   | Immergrüne u. sommergrüne Taiga, Waldsteppe       | gefährdet       | WWF      |
| 8. Taiga der südostrussischen Region Chabarowsk    | 402.000   | Immergrüne Taiga, Sommergrüne Taiga               | gefährdet       | WWF      |
| 9. Taiga Sachalins                                 | 68.600    | Immergrüne Taiga, Sommergrüne Taiga               | gefährdet*↑     | WWF      |
| 10. Lichte Waldtundren Kamtschatkas u. der Kurilen | 146.300   | Nadelholz-Waldtundra, Tundrenähnliche Wiesen      | intakt          | WWF      |
| 11. Isolierte Taiga Kamtschatkas                   | 15.300    | Immergrüne- u. Sommergrüne Taiga                  | intakt*↑        | WWF      |

(*) Der WWF kommt für diese Region auf eine augenscheinlich ↓ schlechtere oder ↑ bessere Einschätzung als die Studien „Last of the wild“ oder „Intact forest landscapes“, die auf umfangreichen Datenerhebungen basieren (vergleiche kartografische Umsetzung im Artikel Wildnis)